# Mallohalli, Dod Ballapur
Mallohalli là một làng thuộc tehsil Dod Ballapur, huyện Bangalore Rural, bang Karnataka, Ấn Độ.